# Suthus Hnuchai
Suthus Hnuchai – tajski zapaśnik w stylu wolnym.
Brązowy medalista mistrzostw Azji Południowo-Wschodniej w 1997 roku.